# 国鉄タキ46000形貨車
国鉄タキ46000形貨車（こくてつタキ46000がたかしゃ）は、1985年（昭和60年）からタキ45000形の改造名義で製作された、濃硫酸専用の 38 t 積 貨車（タンク車）である。
私有貨車として製作され、日本国有鉄道（国鉄）に車籍編入された。1987年（昭和62年）4月の国鉄分割民営化後は、日本貨物鉄道（JR貨物）に車籍が承継された。

## 概要
1985年、濃硫酸専用タンク車の増備が計画されたが、当時の国鉄は財政難の時期であり、それまで製作されたタキ29300形は完全新造車であり、製作コストがかかっていた。一方、当時は1979年（昭和54年）の第2次オイルショックによる原油高騰以降、重油の輸送需要減少で石油類（除ガソリン）専用車が余剰となっており、タキ1500形やタキ45000形から他用途向けに改造する動きがあった。そこで、余剰となった石油類（除ガソリン）専用車から濃硫酸専用車への改造が計画され、車長が短いタキ45000形の台枠以下を流用し、新製したタンク体を組み合わせて製作された。そのため、自重が増加し、荷重はタキ29300形と比べて1 t 減少している。
本形式は国鉄時代に54両（コタキ46000 - コタキ46053）が富士重工業および日本車輌製造にて改造製作され、1987年（昭和62年）4月の国鉄分割民営化に際しては54両全車がJR貨物に継承された。1989年（平成元年）12月には17両（コタキ46054 - コタキ46070）が富士重工業にて改造製作された。その後の増備は完全新造車であるタキ29300形の製作が再開されたため、本形式の製作は中止となった。
記号番号表記は特殊標記符号「コ」（全長 12 m 以下）を前置し「コタキ」と標記する。
化成品分類番号は「侵（禁水）84」（侵食性の物質、水と反応する物質、腐食性物質、禁水指定のもの）が標記された。
落成時の所有者は、日本陸運産業、日本石油輸送、同和鉱業の3社であった。1986年（昭和61年）1月11日に日本陸運産業所有車24両（コタキ46020 - コタキ46043）が秋田製錬に名義変更された。
タンク体は耐候性高張力鋼製で、荷役方式は上入れ・上出し式。マンホールから積み込み、液出し管と空気管を用いた空気加圧により、荷卸しを行う。
塗色は黒、寸法関係は全長は11,300mm、全幅は2,485mm、全高は3,700mm、台車中心間距離は7,500mm、実容積は20.6m3、自重は14.1t、換算両数は積車5.0、空車1.4であり、台車は重量増に対応するために改造しており、TR41DS-12を改造したTR41DS-13もしくはTR41E-12を改造したTR41E-13である。
ブレーキ装置は両側側ブレーキと積空ブレーキである。
廃車は1997年（平成9年）から開始され、その後も鉄道による硫酸輸送の減少により廃車が進み、2009年（平成21年）度に最後まで在籍した5両が廃車となり同時に形式消滅となった。